# 井上昌次郎
井上 昌次郎（いのうえ しょうじろう、1935年7月19日 - 2018年4月4日）は、日本の脳科学者、東京医科歯科大学名誉教授。
脳科学の立場から睡眠の仕組みを研究。

## 略歴
朝鮮・京城府（現・ソウル特別市）生まれ。1965年東京大学大学院生物系研究科博士課程修了、理学博士。論文の題は　「並体結合ネズミにおける脳下垂体-生殖腺系の調節機構についての研究 : 脳下垂体除去個体の卵巣・移植卵巣の分泌する発情ホルモンが生殖腺除去個体の視床下部-脳下垂体系におよぼすフイードバック作用」。 
東京医科歯科大学助教授、1972年教授。退官、名誉教授。
世界睡眠学会連合理事、アジア睡眠学会会長、日本睡眠学会理事。2014年、瑞宝中綬章受章。

## 著書
- 『眠りの精をもとめて 今日の睡眠研究』どうぶつ社　1986　自然誌選書
- 『睡眠』化学同人　1988　Bioscience series 生命現象への化学的アプローチ
- 『睡眠の不思議』1988　講談社現代新書
- 『脳と睡眠 人はなぜ眠るか』共立出版　1989　ブレインサイエンス・シリーズ
- 『快眠術 ビジネスマンのための眠りの科学』PHP研究所　1990
- 『熟睡できる本 脳科学が解明した睡眠のメカニズム』光文社1993カッパ・ブックス
- 『脳を休める驚くべき健康法 "疲れをためない"秘密 慢性疲労・急にフケる原因はここにあった』青春出版社プレイブックス　1994
- 『ヒトはなぜ眠るのか』1994　ちくまプリマーブックス　のち講談社学術文庫
- 『動物たちはなぜ眠るのか』1996　丸善ブックス
- 『睡眠の技術 今日からぐっすり眠れる本』ベストセラーズ　1998　ワニのnew新書
- 『子どもの睡眠早寝早起きホントに必要?』草土文化　1999
- 『睡眠障害』2000　講談社現代新書
- 『「快眠」最強の知恵 ぐっすり眠ってスッキリ起きる』すばる舎　2005
- 『眠りを科学する』朝倉書店　2006
- 『眠る秘訣』2009　朝日新書

## 共編著
- 『ホルモンとかたち』編　学会出版センター　1981
- 『睡眠のメカニズム』山本郁男共編　朝倉書店　1997
- 『快眠の医学 「眠れない」の謎を解く』早石修共編　日本経済新聞社　2000
- 『あなたはなぜ眠れないのか』高橋康郎共著　東京書籍　2001
- 『快眠の科学』早石修監修 編著　朝倉書店　2002

## 翻訳
- カイデル編『生理学教程』市岡正道共訳　朝倉書店　1971
- レイ・メディス『睡眠革命 われわれは眠りすぎていないか』どうぶつ社　1984　自然誌選書
- アレクサンダー・A.ボルベイ『眠りの謎  睡眠研究の新しい方法と成果から』どうぶつ社　1985　自然誌選書
- マリアン・クリーヴス・ダイアモンド『環境が脳を変える』河野栄子共訳　どうぶつ社　1990　自然誌選書
- J.アラン・ホブソン『眠りと夢』河野栄子共訳　東京化学同人　1991　SAライブラリー
- J.アラン・ホブソン『夢見る脳』どうぶつ社　1992
- ジェームズ・B.マース『快眠力 パワー・スリープ』監訳 箕田和子訳　三笠書房　1999
- クリストフ・ヴィルヘルム・フーフェラント『長寿学 長生きするための技術』どうぶつ社　2005